# Club Deportivo Plaza Amador
Maillots
Le Club Deportivo Plaza Amador, plus connu sous le nom de Plaza Amador, est un club de football panaméen fondé en 1955 et basé dans la ville de Panama.
Il participe au championnat du Panama de football, qu'il a remporté en 1988, 1990, 1992, 2002, 2005, 2016 et 2021.

## Histoire

Ancien logo du club.

## Palmarès
| National |
| --- |
| - Championnat du Panama (7) - Champion : 1988, 1990, 1992, 2002, 2005, 2016 (clôture) et 2021 (ouverture). - Vice-champion : 1995-96, 1999-00 et 2011 (Ouverture). |